# Ranftschlucht

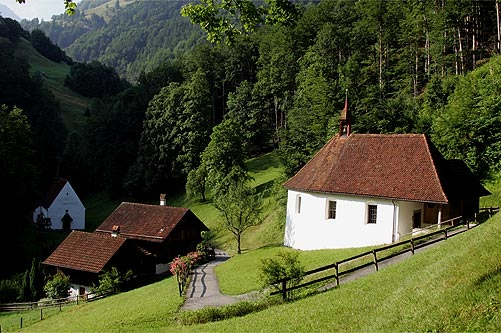
Obere und untere Kapelle

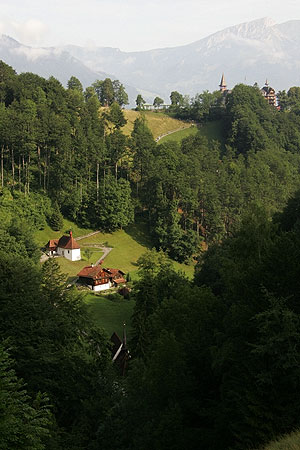
Blick in den Ranft von St. Niklausen aus, im Hintergrund das Hotel Paxmontana in Flüeli-Ranft

Der Ranft um 1825

Als Ranft (auch Ranftschlucht) wird ein Abschnitt des Melchtals bei der Ortschaft Flüeli-Ranft bezeichnet. Der Ranft ist bekannt durch Niklaus von Flüe, der sich hier als Einsiedler Bruder Klaus zurückzog. Ranft bedeutet ursprünglich Rand und ist auch andernorts als Flurname in steilem Gelände belegt.

## Geographie
Der etwa 600 Meter lange Talabschnitt hat eine nord-südliche Ausrichtung und die Form eines Kerbtals, die Talflanken steigen unterschiedlich steil an. Sie sind an den flacheren Stellen mit Wiesland, an den etwas steileren Stellen mit Gebüsch und Wald bedeckt. Nur vereinzelt gibt es auch schluchtartige Felsenabschnitte. Angrenzend an den Ranft hat das Tal sowohl flussaufwärts als auch flussabwärts wesentliche steilere Flanken, so dass es sich dort tatsächlich um eine Schlucht handelt. Das Tal wird von der Grossen Melchaa durchflossen.

## Geschichte
Zunächst baute sich Bruder Klaus hier Ende 1467 ein Cluselin (kleine Klause) aus Ästen, Holz und Laub, doch schon 1468 errichteten ihm seine Mitbürger, Freunde und Nachbarn eine richtige Klause mit einer angebauten Kapelle, die vom Konstanzer Weihbischof Thomas am 27. April 1469 zu Ehren der Mutter Gottes, der Maria Magdalena, des Heiligen Kreuzes und der Zehntausend Ritter geweiht wurde. Durch ein Fenster konnte der Einsiedler in die Kapelle auf den Altar blicken.
Die wachsende Pilgerzahl erforderte 1501 den Bau einer weiteren Kapelle, und seitdem wird die ursprüngliche Kapelle Obere Ranftkapelle und die 1501 erbaute Kapelle Untere Ranftkapelle genannt. Die Obere Ranftkapelle wurde 1701 durch einen Neubau ersetzt. Auf der anderen Seite der Melchaa steht die Mösli-Kapelle des Bruder Ulrich von 1484. 
Am 17. Oktober 1935 besuchte der spätere Papst Pius XII. die Kapelle im Ranft, um darin zu beten. Am 14. Juni 1984 besuchte Papst Johannes Paul II. zwar das Flüeli, konnte sich aus Sicherheitsgründen aber nicht in die Ranftschlucht hinunter begeben.

## Bruder Ulrich
Im Jahre 1469 kam Ulrich aus Memmingen zu Bruder Klaus in den Ranft. Er hat sich dann auf der östlichen Talseite im Mösli (Müsli) niedergelassen, um seinem Vorbild Bruder Klaus nahe zu sein. Der Legende nach lebte Bruder Ulrich anfangs in einer kalten Höhle unter einem Findling, später dann in einer hölzernen Klause. Schliesslich baute man 1484 für ihn die Mösli-Kapelle mit der Mönchszelle, die erst 1504 eingeweiht wurde. Bruder Ulrich starb am 21. Juni 1491. Später bewohnte Schwester Cäcilia Bergmann die Einsiedelei, sie verstarb 1560 oder 1561. Beide sind in der Kirche Kerns beigesetzt.
Die Mösli-Kapelle ist ein spätmittelalterlicher Bau mit einer geschnitzten Decke und einem barocken Altar. In der Klause neben der Kapelle ist die Höhle und der Findling noch heute zu sehen.

## Heutige Situation
Der Ranft ist zu einem Wallfahrtsort geworden. Die westliche Talseite mit den beiden Ranftkapellen und dem Sigristenhaus gehört zum Sachsler Ortsteil Flüeli-Ranft. Vom Ort aus kann der Ranft über einen befestigten Weg in wenigen Minuten erreicht werden. Das Sigristenhaus ist seit September 2014 von Ordensleuten der Gemeinschaft Chemin Neuf bewohnt, die sich um die Kapellen kümmern und einen kleinen Laden mit Devotionalien betreiben. Zuvor hatten während 18 Jahren insgesamt 14 Schwestern der Ordensgemeinschaften aus Menzingen, Baldegg und Ingenbohl die Aufgaben im Ranft erfüllt. Alle drei Gebäude stehen unter Denkmalschutz.
Eine einfache Brücke führt auf die östliche Talseite, und dort hinauf nach St. Niklausen, einem Ortsteil von Kerns. Im April 2016 wurde bei der Unteren Ranftkapelle die Obere Ranftbrücke neu errichtet, die beim Alpenhochwasser 2005 zerstört worden war. Seither führt der Jakobsweg wieder von St. Niklausen her kommend nicht direkt in den Ranft, sondern zuerst an der Mösli-Kapelle vorbei.
Alljährlich findet Mitte Dezember das Ranfttreffen statt, eine Erlebnisnacht im Advent, organisiert für Jugendliche vom Verband Jungwacht Blauring Schweiz.